# António Augusto Azevedo
António Augusto de Oliveira Azevedo (São Pedro de Avioso, Maia, 14 de junho de 1962) é um bispo católico português, sendo atualmente  Bispo de Vila Real. Anteriormente Bispo Auxiliar do Porto, em 11 de maio de 2019 foi nomeado Bispo de Vila Real pelo Papa Francisco. 

## Biografia
Natural de São Pedro de Avioso, Maia, foi ordenado presbítero em 13 de julho de 1986, sendo incardinado na Diocese do Porto.
Concluiu o Doutoramento em Filosofia pela Universidade Pontifícia Gregoriana, em Roma. Assumiu depois as funções de Docente na Faculdade de Teologia da Universidade Católica Portuguesa (Porto), no Seminário Maior do Porto, no Centro de Cultura Católica (Porto), e na Escola de Direito e na Faculdade de Educação e Psicologia da Universidade Católica Portuguesa (Porto). Até à nomeação episcopal exercia as funções de Reitor do Seminário Maior do Porto e, desde 2004, de Juiz do Tribunal Eclesiástico do Porto.
Foi nomeado Bispo-Auxiliar do Porto pelo Papa Francisco, em 9 de janeiro de 2016, tendo como título episcopal o de Bispo-Titular de Cemerinianus, uma antiga Diocese do Norte de África, na atual Argélia.